# Belgische Eifel

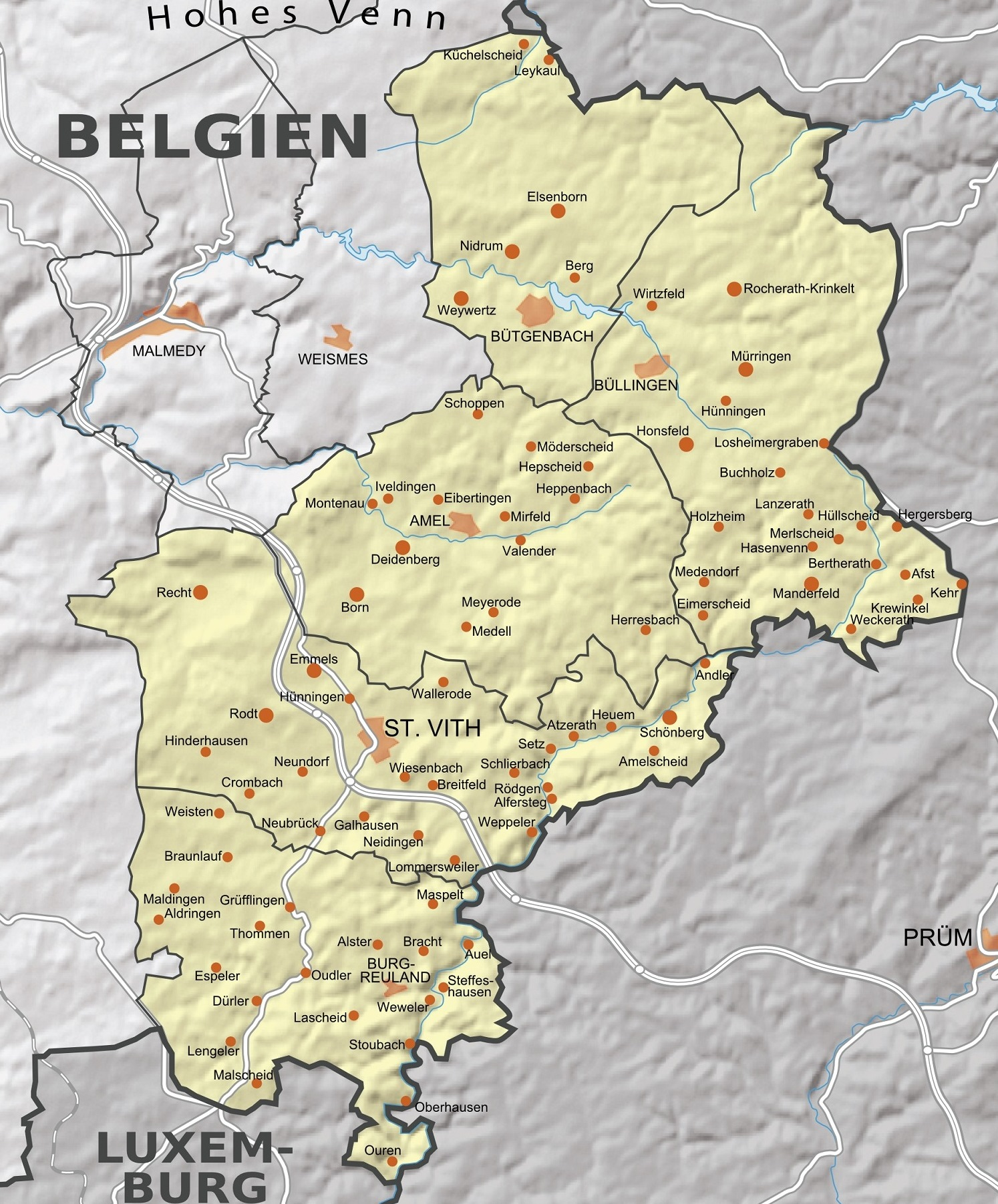
Der Kanton Sankt Vith wird als belgische Eifel bezeichnet

Als belgische Eifel wird im deutschsprachigen Teil Belgiens zumeist der südliche Teil der Deutschsprachigen Gemeinschaft (DG) bezeichnet, der den Kanton Sankt Vith bildet. Nach dieser Definition gehört das Gebiet der Gemeinden Amel, Büllingen, Burg-Reuland, Bütgenbach und Sankt Vith zur belgischen Eifel. Dieses sehr ländlich geprägte Gebiet ist im Gegensatz zum nördlichen Teil der DG, dem Eupener Land, sehr dünn besiedelt. Der Kanton St. Vith zählt rund 30.000 Einwohner.
Als belgische Eifel kann aber auch allgemein jener Teil der Nord- und Westeifel verstanden werden, der in Belgien liegt. Der Begriff wird nicht durchgängig verwendet, da die Grenze zu den Ardennen im Bereich des Hohen Venns fließend ist.

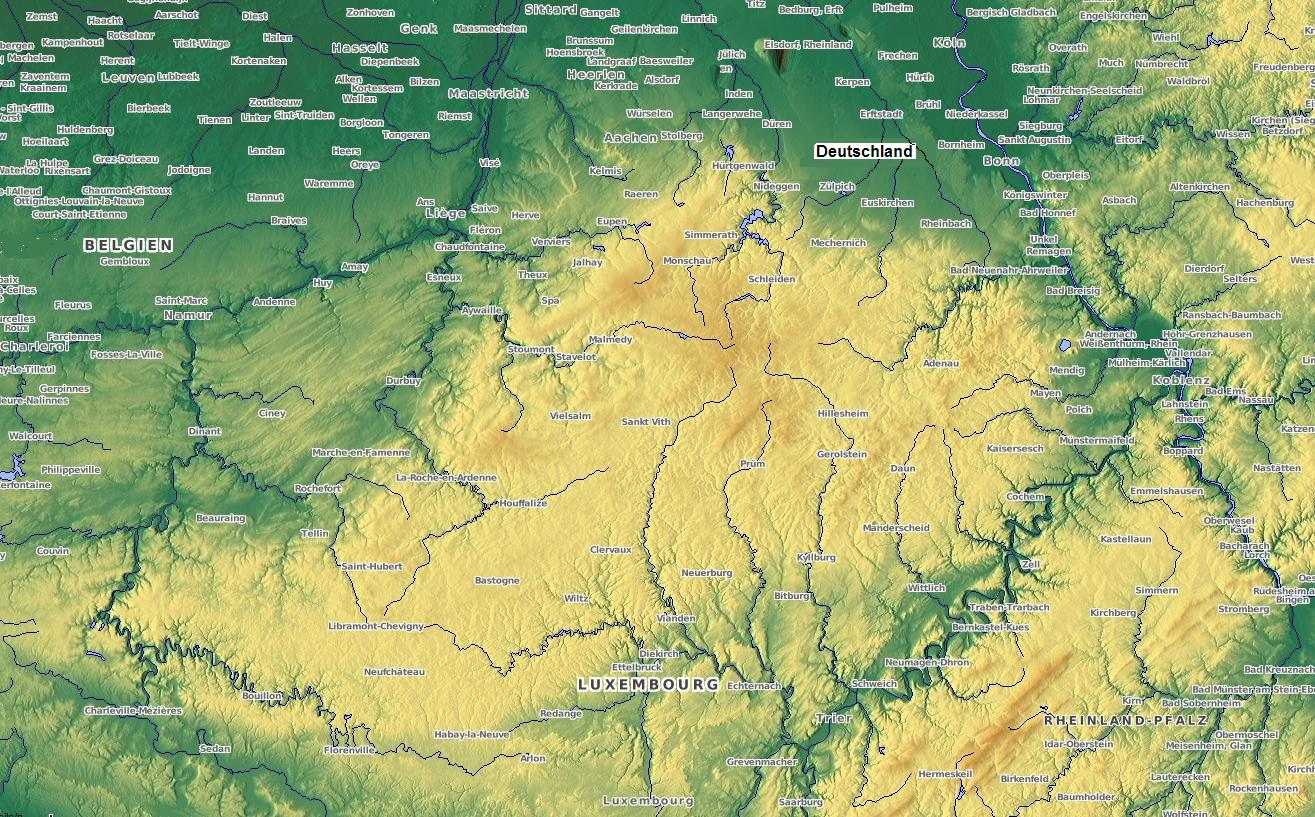
In der Bildmitte das grenzüberschreitende Bergland der Ardennen und der Eifel, begrenzt durch Maas, Semois, Mosel, Rhein

Folgende Gebiete können im weiteren Sinne zur belgischen Eifel gezählt werden:
- Ein Teil des Zitterwaldes (Westteil der Nordeifel), soweit sich diese Hochfläche nach Belgien in Richtung Bütgenbach fortsetzt
- Der westlichste Teil der Schnee-Eifel (Ommerwald) und das deutschsprachige Gebiet um Sankt Vith
- Das Hohe Venn (Hautes Fagnes), das aber auch zu den Ardennen gezählt werden kann
- Geologisch und geographisch kann auch ein Teil des Eupener Landes zur Eifel gerechnet werden
- Ein kleiner Teil des Ösling (Hügelland im nördlichen Luxemburg)